# Parental Guidance
Parental Guidance è un film del 2012 diretto da Andy Fickman ed interpretato da Billy Crystal, Bette Midler, Marisa Tomei e Tom Everett Scott.

## Trama
Una tormentata madre chiede ai suoi genitori di prendersi cura dei suoi tre figli quando ha bisogno di lasciare la città per lavoro. I bambini utilizzano metodi e linguaggio moderno a cui i nonni non sono abituati, e dovranno ritornare ai vecchi metodi da genitore.

## Produzione

### Riprese
Il film viene girato interamente nello stato della Georgia (Stati Uniti d'America), nelle città di Atlanta e Johns Creek. Le riprese si svolgono dal settembre al 9 dicembre 2011.

## Distribuzione
Il primo trailer del film esce online l'8 agosto 2012.
La pellicola è stata distribuita nelle sale cinematografiche statunitensi a partire dal 25 dicembre 2012 mentre in Italia arriva l'11 luglio 2013.

## Incassi
Girato con un budget di 25 milioni di dollari, il film ne ha incassati 119.772.232 in tutto il mondo.

## Riconoscimenti
- 2013 - American Society of Composers Award
  - Migliori film al box-office
- 2013 - Young Artist Awards
  - Candidato per la Miglior performance in un film - Giovane attore non protagonista di dieci anni di età o meno a Kyle Harrison Breitkopf
  - Candidato per la Miglior performance in un film - Giovane attore non protagonista di dieci anni di età o meno a Joshua Rush
  - Candidato per la Miglior performance in un film - Giovane Cast